# کای هسه
کای هسه (انگلیسی: Kai Hesse؛ زادهٔ ۲۰ ژوئن ۱۹۸۵) بازیکن فوتبال اهل آلمان است.
از باشگاه‌هایی که او در آن بازی کرده‌، می‌توان به باشگاه فوتبال کیکرز اوفنباخ، باشگاه فوتبال شالکه ۰۴، باشگاه فوتبال کایزرسلاوترن و باشگاه فوتبال هوفنهایم اشاره کرد.